# Porsel
Porsel (toponimo francese) è una frazione di 406 abitanti del comune svizzero di Le Flon, nel Canton Friburgo (distretto della Veveyse).

## Storia

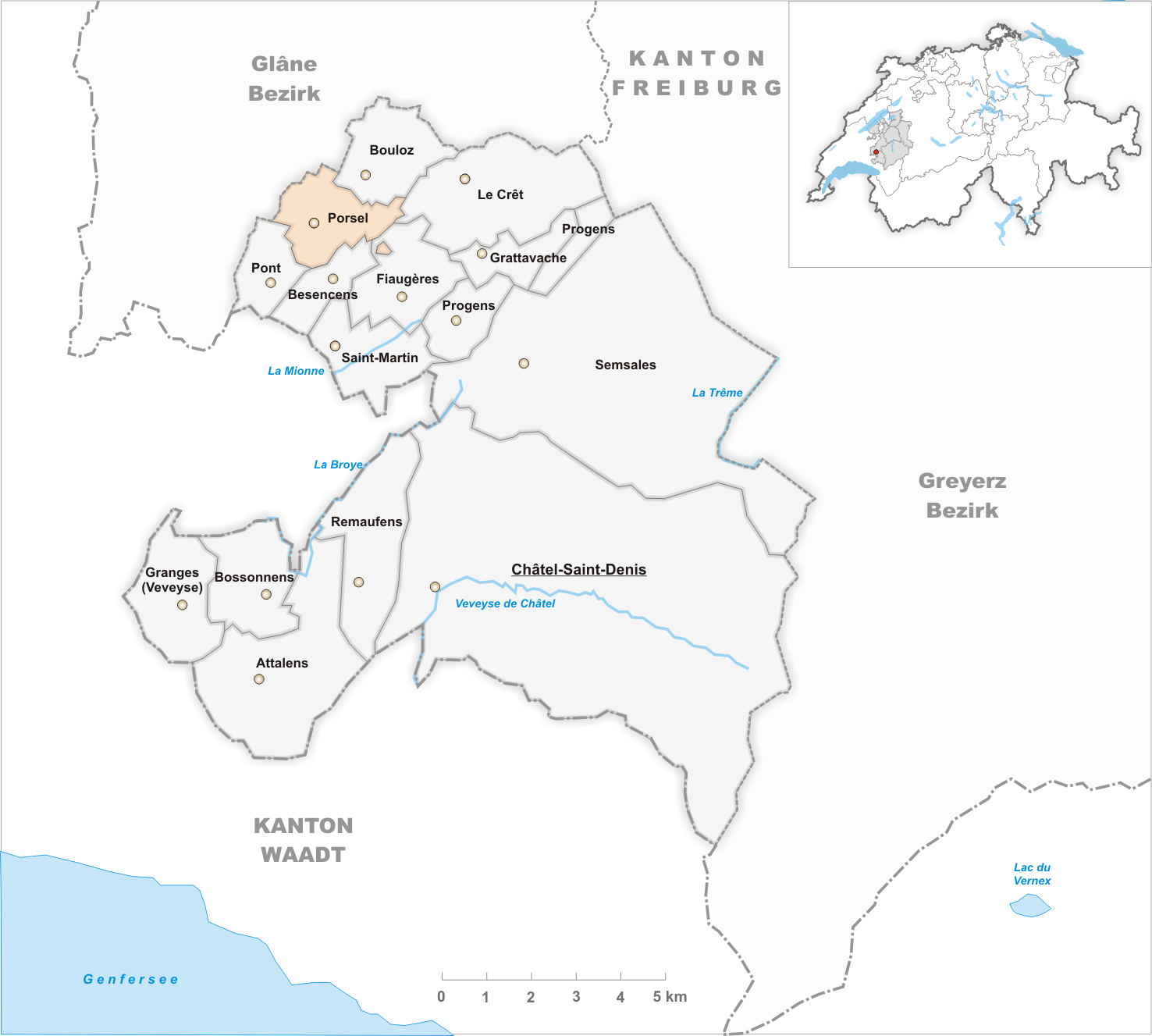
Il territorio del comune di Porsel prima degli accorpamenti comunali del 2004

Già comune autonomo, il 1º gennaio 2004 è stato accorpato agli altri comuni soppressi di Bouloz e Pont per formare il nuovo comune di Le Flon.

## Monumenti e luoghi d'interesse
- Chiesa cattolica di San Gorgonio, attestata dal 1384 e ricostruita nel 1642-1645 e nel 1735-1739[1].

## Società

### Evoluzione demografica
L'evoluzione demografica è riportata nella seguente tabella:
Abitanti censiti

## Amministrazione
Ogni famiglia originaria del luogo fa parte del comune patriziale che ha la responsabilità della manutenzione di ogni bene comune.